# Минам (станция метро)
«Минам» (кор. 미남역) — пересадочная подземная станция Пусанского метро между Третьей и Четвёртой линиях; для Четвёртой линии это конечная станция. Она представлена одной островной платформой. Станция обслуживается Пусанской транспортной корпорацией. Расположена у пересечения улиц Chungnyeol-daero и Asiad-daero в квартале Oncheon-dong (1463-1 Oncheon 3 (sam)-dong) административного района Тоннэгу города Пусан (Республика Корея). На станции установлены платформенные раздвижные двери.
Станция на Третьей линии была открыта 28 ноября 2005 года, на Четвёртой линии — 30 марта 2011 года.
Открытие станции было совмещено с открытием всей Третьей линии, длиной 18,3 км, и ещё 16 станций, а также с открытием всей Четвёртой линии, длиной 10,8 км, и ещё 13 станций.